# Club Atlético River Plate 1943
Questa voce raccoglie le informazioni riguardanti il Club Atlético River Plate nelle competizioni ufficiali della stagione 1943.

## Stagione
Il River iniziò il campionato con due vittorie; proseguì stabilendo un numero maggiore di successi rispetto ai campioni del Boca Juniors, ma a fare la differenza furono le sconfitte, due in più degli storici rivali. La compagine di Núñez registrò la miglior difesa, con 38 gol subiti, e Labruna si laureò capocannoniere.

## Maglie e sponsor
| Casa | Trasferta |

## Rosa
| N. |                      | Ruolo | Calciatore            |
| -- | -------------------- | ----- | --------------------- |
|    | Uruguay (bandiera)   | P     | Julio Barrios         |
|    | Argentina (bandiera) | P     | Eduardo Lettieri      |
|    | Argentina (bandiera) | P     | Sebastián Sirni       |
|    | Argentina (bandiera) | D     | Oscar Basso           |
|    | Argentina (bandiera) | D     | Luis Antonio Ferreyra |
|    | Argentina (bandiera) | D     | Santiago Kelly        |
|    | Argentina (bandiera) | D     | Norberto Yácono       |
|    | Argentina (bandiera) | D     | Ricardo Vaghi         |
|    | Argentina (bandiera) | C     | Armando Díaz          |
|    | Argentina (bandiera) | C     | José Ramos            |
|    | Argentina (bandiera) | C     | Fernando Sánchez      |
|    | Argentina (bandiera) | C     | Eusebio Videla        |

| N. |                      | Ruolo | Calciatore            |
| -- | -------------------- | ----- | --------------------- |
|    | Argentina (bandiera) | A     | Antonio Báez          |
|    | Argentina (bandiera) | A     | Aristóbulo Deambrossi |
|    | Argentina (bandiera) | A     | Ángel Labruna         |
|    | Argentina (bandiera) | A     | Alberto Gallo         |
|    | Argentina (bandiera) | A     | Hugo Giorgi           |
|    | Argentina (bandiera) | A     | Félix Loustau         |
|    | Argentina (bandiera) | A     | José Manuel Moreno    |
|    | Argentina (bandiera) | A     | Juan Carlos Muñoz     |
|    | Argentina (bandiera) | A     | Joaquín Martínez      |
|    | Argentina (bandiera) | A     | Adolfo Pedernera      |
|    | Argentina (bandiera) | A     | Román Quevedo         |
|    | Argentina (bandiera) | A     | Carmelo Yorlano       |

## Statistiche

### Statistiche di squadra
| Competizione | Punti | Totale | Totale | Totale | Totale | Totale | Totale | DR  |
| Competizione | Punti | G      | V      | N      | P      | Gf     | Gs     | DR  |
| ------------ | ----- | ------ | ------ | ------ | ------ | ------ | ------ | --- |
| PD           | 44    | 30     | 19     | 6      | 5      | 74     | 38     | +36 |
| Totale       | -     |        |        |        |        |        |        | -   |